# Pseudocophora wallacei
Pseudocophora wallacei es una especie de insecto coleóptero de la familia Chrysomelidae.

## Distribución geográfica
Habita en Buru (Indonesia).